# ديتر شنايدر
ديتر شنايدر (بالألمانية: Dieter Schneider)‏ (20 أكتوبر 1949 لاوتر ألمانيا - ) هو لاعب كرة قدم ألماني يلعب كحارس مرمى، شارك في الألعاب الأولمبية الصيفية 1972.

## مسيرته الكروية
لعب ديتر شنايدر خلال مسيرته الاحترافية مع نادِ واحدٍ في ثمانية عشر موسمًا ولم يسجل خلالها أي هدف ضمن 329 مباراة. ولم يفز بأي موسم بالكأس أو بالدوري.
خاض ديتر شنايدر مسيرته مع نادي هانزا روستوك في موسم 1968–69 ليلعب معه ثمانية عشر موسمًا، مشاركًا في 329 مباراة ولم يسجل أي هدف.

## روابط خارجية
- ديتر شنايدر على موقع قاعدة بيانات كرة القدم.إي يو (الإنجليزية)
- ديتر شنايدر على موقع بيانات كرة القدم. دي إي (الألمانية)
- ديتر شنايدر على موقع ناشيونال فوتبول تيمز (الإنجليزية)
- ديتر شنايدر على موقع عالم كرة القدم.نت (الإنجليزية)
- ديتر شنايدر على موقع أوليمبيديا (الإنجليزية)